# 小花栝楼
小花栝楼（学名：Trichosanthes parviflora）为葫芦科栝楼属下的一个种。其种加词“parviflora”意为“小花的”。